# 資訊與電腦

封面

《資訊與電腦雜誌》，臺灣第一本針對企業機構，專門介紹電腦及資訊技術應用的月刊，說明許多新的資訊趨勢及資訊觀點，創刊於1980年，也是台灣出版電腦相關刊物的濫觴，由財團法人資訊工業策進會發行，在資策會1980年至2000年主辦每年12月資訊月中扮演政府科技宣導刊物的重要角色。2006年3月起改版為《Intelligent Times 資訊與電腦》，2008年2月起改以贈閱之雙月刊方式發行，以中英雙語對照方式排列文章，贈閱份數約兩萬份，僅供專業人士索取。ISSN 1024-7254。

## 外部連結
- 資訊與電腦雜誌網站
- 資訊與電腦出版社，存档于（存檔日期 2003-11-20）